# Ősagárd
Ősagárd là một thị trấn thuộc hạt Nógrád, Hungary. Thị trấn này có diện tích 10,92 km², dân số năm 2010 là 325 người, mật độ 30 người/km².